# Patinaj viteză pe pistă scurtă la Jocurile Olimpice de iarnă din 2022 – 1.500 m (masculin)
Proba de patinaj viteză pe pistă scurtă, 1.500 m masculin de la Jocurile Olimpice de iarnă din 2022 de la Beijing, China a avut loc pe 9 februarie 2022  la Capital Indoor Stadium.

## Program
Orele sunt orele Chinei (ora României + 6 ore).
| Dată         | Ora                                             | Rundă                                           |
| ------------ | ----------------------------------------------- | ----------------------------------------------- |
| 16 februarie | 19:00-19:30 20:29-20:44 21:13-21:20 21:20-21:28 | Sferturi de finală Semifinale Finala B Finala A |

## Rezultate

### Sferturi de finală
C – calificare în semifinale
CA – calificare în faza următoare prin decizia arbitrilor
PEN – penalizare; eliminare prin decizia arbitrilor
RO - Record olimpic
| Loc | Serie | Nume               | Țară                       | Timp      | Note  |
| --- | ----- | ------------------ | -------------------------- | --------- | ----- |
| 1   | 1     | Shaolin Sándor Liu | Ungaria                    | 2:09,213  | C, RO |
| 2   | 1     | Pascal Dion        | Canada                     | 2:09,723  | C     |
| 3   | 1     | Denis Ayrapetyan   | COR                        | 2:09,776  | C     |
| 4   | 1     | Vladislav Bykanov  | Israel                     | 2:09,932  | c     |
| 5   | 1     | Roberts Krūzbergs  | Letonia                    | 2:10,999  |       |
| 6   | 1     | Michał Niewiński   | Polonia                    | 2:12,852  |       |
| 1   | 2     | Lee June-seo       | Coreea de Sud              | 2:18,630  | C     |
| 2   | 2     | Sven Roes          | Olanda                     | 2:18,687  | C     |
| 3   | 2     | Stijn Desmet       | Belgia                     | 2:19,112  | C     |
| 4   | 2     | Sun Long           | China                      | 2:19,244  |       |
| 5   | 2     | Andrew Heo         | Statele Unite ale Americii | 2:19,482  |       |
| 9   | 2     | Pietro Sighel      | Italia                     | 9         | PEN   |
| 1   | 3     | Hwang Dae-heon     | Coreea de Sud              | 2:14,910  | C     |
| 2   | 3     | Semion Elistratov  | COR                        | 2:15,094  | C     |
| 3   | 3     | Steven Dubois      | Canada                     | 2:15,123  | C     |
| 4   | 3     | Kota Kikuchi       | Japonia                    | 2:15,243  |       |
| 5   | 3     | Reinis Bērziņš     | Letonia                    | 2:15,371  | CA    |
| 9   | 3     | Ryan Pivirotto     | Statele Unite ale Americii | 9         | PEN   |
| 1   | 4     | Charles Hamelin    | Canada                     | 2:11,239  | C     |
| 2   | 4     | Adil Galiakhmetov  | Kazahstan                  | 2:11,823  | C     |
| 3   | 4     | Park Jang-hyuk     | Coreea de Sud              | 2:12,116  | C     |
| 4   | 4     | Quentin Fercoq     | Franța                     | 2:15,347  |       |
| 5   | 4     | Itzhak de Laat     | Olanda                     | 3:08,907  |       |
| 9   | 4     | Denis Nikisha      | Kazahstan                  | 9         | PEN   |
| 1   | 5     | Sjinkie Knegt      | Olanda                     | 2:12,208  | C     |
| 2   | 5     | Kazuki Yoshinaga   | Japonia                    | 2:12,450  | C     |
| 3   | 5     | John-Henry Krueger | Ungaria                    | 2:12,525  | C     |
| 4   | 5     | Yuri Confortola    | Italia                     | 2:12,853  | c     |
| 5   | 5     | Shogo Miyata       | Japonia                    | 2:13.799  |       |
| 6   | 5     | Zhang Tianyi       | China                      | Fără timp |       |
| 1   | 6     | Ren Ziwei          | China                      | 2:15,084  | C     |
| 2   | 6     | Shaoang Liu        | Ungaria                    | 2:15,376  | C     |
| 3   | 6     | Farrell Treacy     | Marea Britanie             | 2:16,880  | C     |
| 4   | 6     | Daniil Eibog       | COR                        | 2:16,975  |       |
| 5   | 6     | Sébastien Lepape   | Franța                     | 2:41,547  |       |
| 6   | 6     | Luca Spechenhauser | Italia                     | 2:56,796  |       |

### Semifinale
CFA – calificare în Finala A
CFB – calificare în Finala B
| Loc | Serie | Nume               | Țară           | Timp      | Note |
| --- | ----- | ------------------ | -------------- | --------- | ---- |
| 1   | 1     | Lee June-seo       | Coreea de Sud  | 2:10,586  | CFA  |
| 2   | 1     | Shaolin Sándor Liu | Ungaria        | 2:10,685  | CFA  |
| 3   | 1     | Denis Ayrapetyan   | COR            | 2:10,773  | CFB  |
| 4   | 1     | Sven Roes          | Olanda         | 2:10,841  | CFB  |
| 5   | 1     | Stijn Desmet       | Belgia         | 2:11,169  | CFB  |
| 6   | 1     | Vladislav Bykanov  | Israel         | 2:13,491  |      |
| 7   | 1     | Pascal Dion        | Canada         | 2:15,271  |      |
| 1   | 2     | Hwang Dae-heon     | Coreea de Sud  | 2:13,188  | CFA  |
| 2   | 2     | Semion Elistratov  | COR            | 2:13,229  | CFA  |
| 3   | 2     | Kazuki Yoshinaga   | Japonia        | 2:14,014  | CFB  |
| 4   | 2     | Reinis Bērziņš     | Letonia        | 2:14,714  | CFB  |
| 5   | 2     | John-Henry Krueger | Ungaria        | 2:18,671  | CAB  |
| 6   | 2     | Steven Dubois      | Canada         | 2:38,000  | CAA  |
| 9   | 2     | Sjinkie Knegt      | Olanda         | 9         | PEN  |
| 1   | 3     | Shaoang Liu        | Ungaria        | 2:12,519  | CFA  |
| 2   | 3     | Park Jang-hyuk     | Coreea de Sud  | 2:12,751  | CFA  |
| 3   | 3     | Farrell Treacy     | Marea Britanie | 2:13,736  | ADVA |
| 4   | 3     | Adil Galiakhmetov  | Kazahstan      | 2:18,291  | CAA  |
| 5   | 3     | Yuri Confortola    | Italia         | Fără timp | CAA  |
| 9   | 3     | Ren Ziwei          | China          | 9         | PEN  |
| 9   | 3     | Charles Hamelin    | Canada         | 9         | PEN  |

### Finala B
| Loc | Nume               | Țară    | Timp     | Note |
| --- | ------------------ | ------- | -------- | ---- |
| 11  | John-Henry Krueger | Ungaria | 2:18,059 |      |
| 12  | Denis Ayrapetyan   | COR     | 2:18,076 |      |
| 13  | Stijn Desmet       | Belgia  | 2:18,278 |      |
| 14  | Sven Roes          | Olanda  | 2:18,299 |      |
| 15  | Reinis Bērziņš     | Letonia | 2:18,499 |      |
| 16  | Kazuki Yoshinaga   | Japonia | 2:18,585 |      |

### Finala A
| Loc | Nume               | Țară           | Timp     | Note |
| --- | ------------------ | -------------- | -------- | ---- |
| 1   | Hwang Dae-heon     | Coreea de Sud  | 2:09,219 |      |
| 2   | Steven Dubois      | Canada         | 2:09,254 |      |
| 3   | Semion Elistratov  | COR            | 2:09,267 |      |
| 4   | Shaoang Liu        | Ungaria        | 2:09,409 |      |
| 5   | Lee June-seo       | Coreea de Sud  | 2:09,622 |      |
| 6   | Shaolin Sándor Liu | Ungaria        | 2:09,953 |      |
| 7   | Park Jang-hyuk     | Coreea de Sud  | 2:10,176 |      |
| 8   | Adil Galiakhmetov  | Kazahstan      | 2:11,584 |      |
| 9   | Farrell Treacy     | Marea Britanie | 2:11,988 |      |
| 10  | Yuri Confortola    | Italia         | 2:12,384 |      |